# RS-566
Pour les articles homonymes, voir Route 566.
La RS 566 est une route locale du Sud-Ouest de l'État du Rio Grande do Sul qui relie la municipalité de Maçambara à celle d'Alegrete, jusqu'à l'embranchement avec la RS-507. Elle dessert Maçambara, Itaqui et Alegrete, et est longue de 91 km.